# Station Melhus
Station Melhus, (volledige naam in het Noors:Melhus skysstasjon holdeplas) is een station in  Melhus in fylke Trøndelag  in  Noorwegen. Het station ligt aan Dovrebanen. In 1993 werd het oude station van Melhus gesloten voor personenvervoer vanwege de ongunstige ligging binnen het dorp en werd Melhusskysstasjon in gebruik genomen.